# ヤアになる日〜鳥羽・答志島パラダイス〜
『ヤアになる日〜鳥羽・答志島パラダイス〜』（ヤアになるひ とば・とうしじまパラダイス）は、2013年にNHK津放送局が制作した単発のテレビドラマ（地域発ドラマ）である。ヤアとは答志島の方言で「嫁」を意味する。
BSプレミアムにて全国放送された。

## 概要
三重県鳥羽市内のホテルで働く主人公・山岡紗智子が離島出身の恋人・鳴海久志の子を授かる。ドラマは紗智子が久志の出身地である答志島の暮らしを知り、そして決心、島の家族の一員になるまでを描いている。あわせて無形民俗文化財「寝屋子制度」や島の「夫婦船」などの答志島固有の風習が紹介されている。実在の女性をモデルとしている。
脚本は、ドラマ『相棒』シリーズ（テレビ朝日・東映）の戸田山雅司。主演は連続テレビ小説『ウェルかめ』で主演を演じた倉科カナ。倉科は『ウェルかめ』の時の徳島弁と鳥羽の方言が似ていると話した。ドラマの題字は三重県立飯野高等学校応用デザイン科の生徒が制作した。
2012年9月30日にNHK BSプレミアムのプレミアムドラマ枠で本放送、同年10月7日と12月16日に再放送。地上波では2013年1月25日に総合テレビ（東海・北陸地方）、同年3月17日（中国地方と滋賀県を除く）に特別編が放送された。なお、NHK名古屋放送局も制作に加わっている。

## あらすじ
鳥羽市内のホテルで働く山岡紗智子は恋人・鳴海久志の子を妊娠を隠したまま、久志に連れられて、久志の故郷・答志島へ行く。そこで久志の寝屋親の岩波源三・亜砂子夫妻、久志の兄嫁の鳴海凪子、久志の朋輩らと出会うが、彼らの歓待にとまどい、島の生活になじめていない濱本美帆を知り、漁師の嫁（ヤア）として暮らしていけるか不安を抱く。最初は不安だった紗智子は、島の人との出会いを通して心境が変化していく。

## キャスト
山岡 紗智子 - 倉科カナ
本作の主人公。鳥羽市内のホテルに勤めており、同じホテルで働く鳴海久志と恋愛関係にある。久志の子供を宿していることに気がつき、さらに久志から「俺（オイ）の嫁（ヤア）になってくれ」と求婚されるが、離島での暮らしに馴染めるかどうか思い悩む。
鳴海 久志 - 平岡祐太
主人公・紗智子の恋人。答志島出身で鳥羽市内のホテルでシェフをしているが、紗智子を嫁にして故郷の答志島に連れて帰り、島で漁師になろうと考えている。
「寝屋子制度」の下で寝屋親であった岩波源三を実の親以上に慕っている。
濱本 美帆 - 臼田あさ美
島の若い嫁（ヤア）。伊勢市内でバスガイトをやっている時に答志島の濱本彰と出会い結婚し、島に嫁いできた。夫のことは嫌いではないが島の生活に馴染めず、ひきこもりがちになっている。
濱本 彰 - 阿部亮平
島の漁師。美帆の夫。「寝屋子制度」の下で久志の朋輩。妻の美帆が島の生活に馴染めず塞ぎがちな様子をみて、離婚すべきかどうか悩んでいる。
鳴海 凪子 - 白石美帆
鳴海久志の義姉。島の嫁（ヤア）のリーダー的存在。島のアイドルグループ、TSJ48のメンバー。
谷 里美 - 岡野真也
山岡紗智子の友達。紗智子と同じ鳥羽市内のホテルで働いている。
尾崎 弘之 - 清水優
鳴海久志の朋輩。答志島の漁業組合で働いている。
浦沢 利夫 - 小久保寿人
鳴海久志の朋輩。答志島の旅館の三代目。
伝説の漁師 - 鳥羽一郎
岩波 亜砂子 - 五十嵐めぐみ
岩波源三の嫁（ヤア）。鳴海久志の寝屋親。現役漁師。島の嫁（ヤア）になれるか悩む紗智子の相談相手になる。
岩波 源三 - 近藤正臣
島の現役漁師。嫁（ヤア）の亜砂子と夫婦船で漁をしている。島に嫁いでくる女性にあえて厳しくあたる答志島のリーダー。島の未来を考えている。
鳴海 洋平 - 天田将行
鳴海久志の父。
鳴海千波 - 田中恵理
鳴海久志の母。

## 挿入歌
- 鳥羽一郎『俺の答志島』（おいのとうしじま）
- TSJ48『あわびの歌〜TSJ48ver.〜』
  - TSJは「答志島」（Toshijima）の意味[9]。監督の東山充裕によると、TSJ48のメンバーとして踊る島のおばちゃんの演出はデフォルメする必要がなかったという[9]。
- 濱口武次郎『答志の祝い唄』

## スタッフ
- 演出 - 東山充裕
- 脚本 - 戸田山雅司
- 音楽 - 長岡成貢
- 制作統括 - 国沢五月、土屋勝裕
- 製作 - NHK津放送局、NHK名古屋放送局[10]

## ロケ地
三重県鳥羽市の答志島を中心に、同市安楽島町のホテルアルティア鳥羽や伊勢市のおかげ横丁、赤福本店、二見シーパラダイス（現・伊勢夫婦岩ふれあい水族館シーパラダイス）、二見興玉神社でロケーション撮影が行われた。撮影は全編ロケで、6月から7月にかけての3週間ロケが行われた。
放送に先立って、NHKの主催、鳥羽商船高等専門学校と島の旅社推進協議会の協力により「鳥羽・答志島パラダイスツアー」が2012年9月16日に開催された。